# Monumento al Cid Campeador (Sevilla)
El monumento al Cid Campeador o escultura del Cid es un monumento que consiste en una escultura ecuestre de bronce que representa al Cid Campeador, realizada por Anna Hyatt Huntington en 1927 sobre un basamento de piedra finalizado en 1929.

## Historia
Fue un regalo de la Sociedad Hispánica de América a España con motivo de la Exposición Iberoamericana de 1929. El fundador de dicha sociedad era Archer Milton Huntington, que estaba casado con la escultora Anna Hyatt Huntington. Ella estaba apasionada por la historia y cultura de España y había visitado Sevilla durante prolongadas estancias.
La idea de que la Hispanic Society donara un monumento para la Exposición hispalense debió venir de la buena relación que mantenía el matrimonio Hungtington con algunos organizadores de la muestra como Vicente Traver o el escultor Mariano Benlliure. A principios de diciembre de 1927 el Ayuntamiento encargó a Benlliure la elección de una ubicación. Se decidió colocarla junto a la glorieta de San Diego, en una avenida que desde 1920 estaba rotulada como avenida del Cid.
En 1927 la autora realiza una escultura como prototipo que se encuentra en Brookgreen Gardens, Carolina del Sur. El mismo año creará la estatua para Sevilla.
Según la autora, Alfonso XIII le dijo sobre Babieca, el caballo del Cid:

Yo siempre quise saber qué clase de caballo cabalgaba el Cid. Ahora, al ver el que usted modeló, coincido con usted en que éste es el único caballo digno de haber sido montado por el héroe castellano

El basamento conmemora la relación del Cid con la ciudad de Sevilla. La escultura aparece también en la película Ciudadano Kane, de Orson Welles, el cual pasó varias temporadas en Sevilla. En noviembre de 2013 la artista Olek, con el apoyo del Ayuntamiento de Sevilla, le hizo un traje de croché a la estatua del Cid. Esta artista ya había hecho lo mismo con el toro de Wall Street y otras célebres estatuas.
Anne Huntington realizó varias copias más con destinos diversos: La original fue la erigida frente a la sede de la Hispanic Society, de Nueva York; posteriormente, a la vez que la de Sevilla se realizaron otras para el parque Balboa de San Diego, para el parque Lincoln de San Francisco, y para una avenida de Buenos Aires (de menor escala). En 1964 la Hispanic Society encargó al escultor español Juan de Ávalos la realización de una copia, tomando molde de la estatua de Sevilla, una copia con destino a la ciudad de Valencia.

## Galería de imágenes

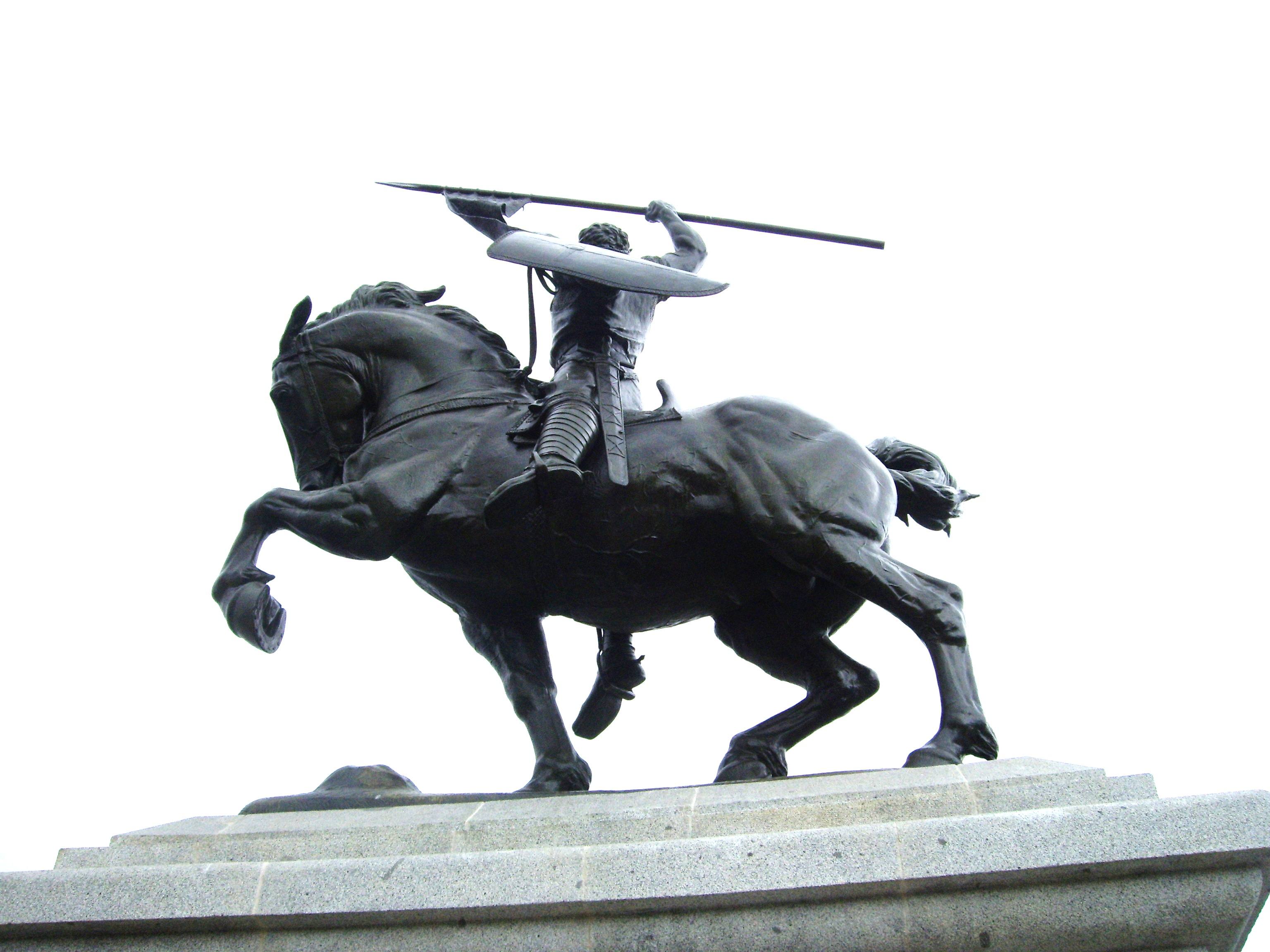
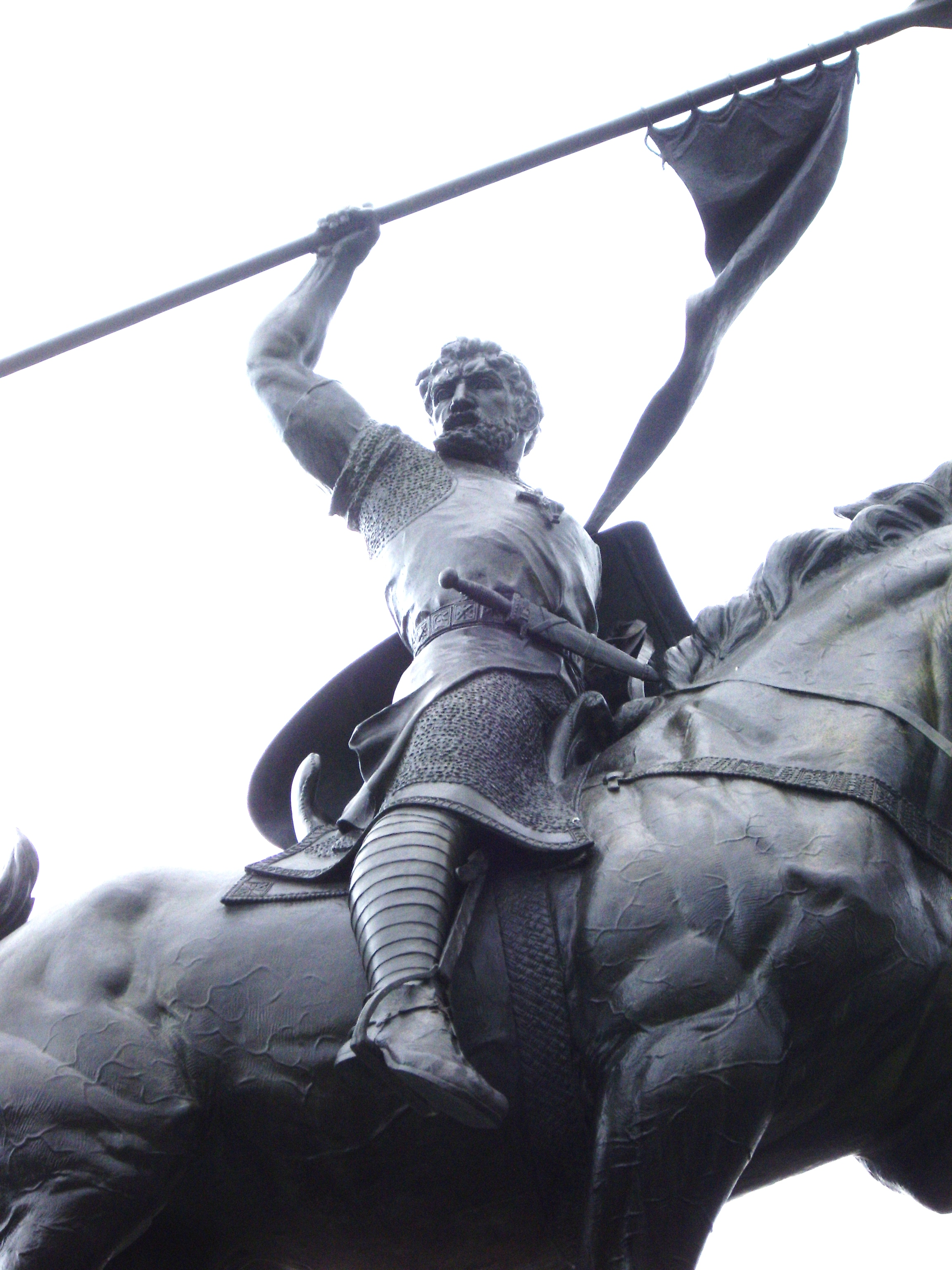
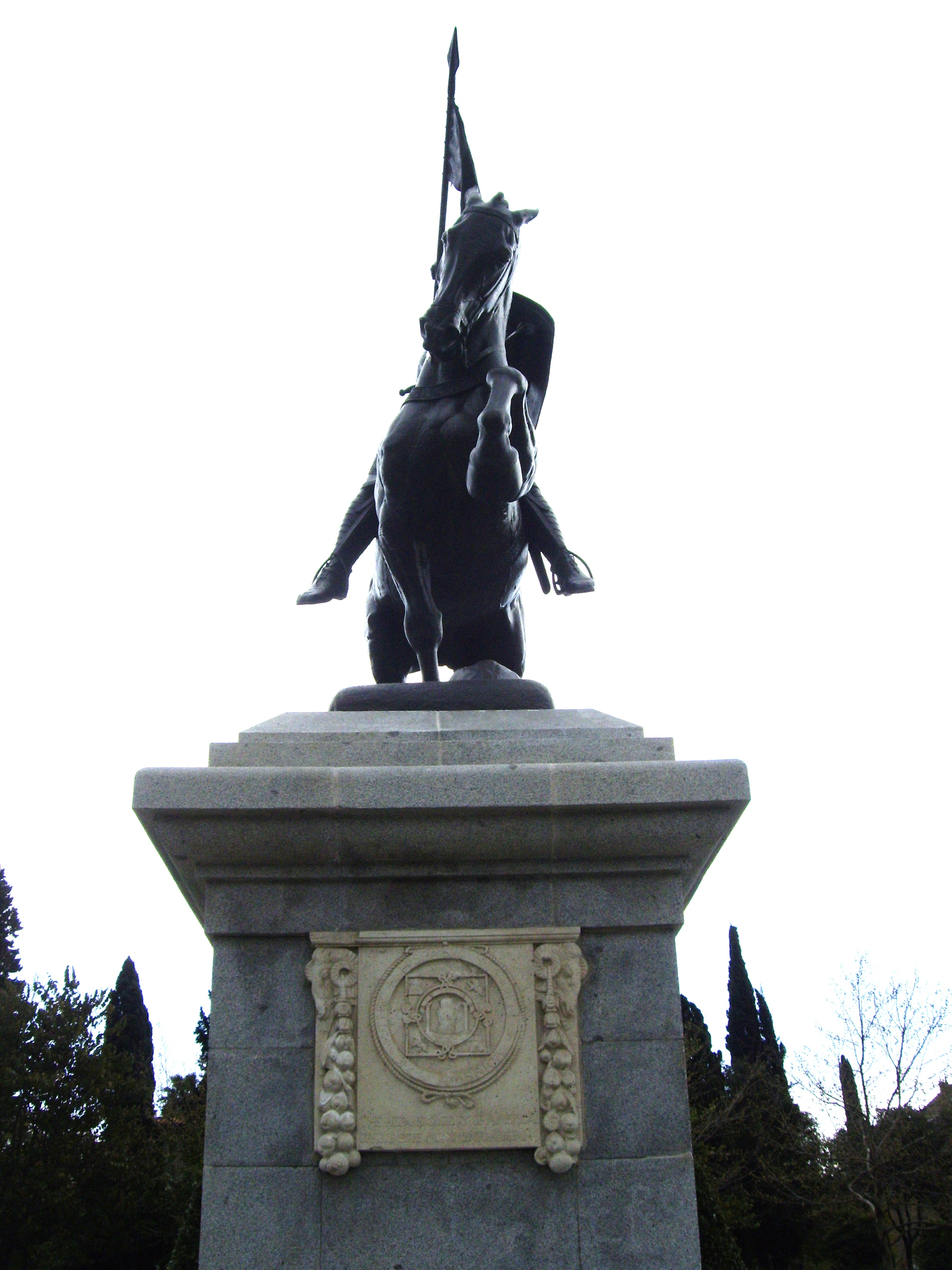